# Macaca hecki
Macaca hecki (лат.) — вид обезьян семейства мартышковых отряда приматов, один из видов рода Макаки. Ранее считалась подвидом Macaca tonkeana, в 2001 году была выделена в отдельный вид. Встречается на острове Сулавеси в Индонезии.
Представители вида отличаются сравнительно крепким телосложением и длинными конечностями. Шерсть на спине чёрная, грудь и брюхо коричневатые, конечности серовато-коричневые. Хвост короткий. Образует гибриды с M. tonkeana и, возможно, M. nigrescens.
Международный союз охраны природы присвоил этому виду охранный статус «Уязвимый» (англ. Vulnerable), основной угрозой виду является сокращение естественной среды обитания.